# Lanterna Verde - I cavalieri di smeraldo
Lanterna Verde - I cavalieri di smeraldo (Green Lantern: Emerald Knights) è un film di animazione del 2011 diretto da Christopher Berkeley, Lauren Montgomery e Jay Oliva. 
È il secondo film di animazione direct-to-video della DC Comics, che racconta varie storie dei membri del corpo delle Lanterne Verdi, inclusi Abin Sur, Kilowog, Laira e Mogo. È stato distribuito negli Stati Uniti il 7 giugno del 2011. Anche se non ha collegamenti narrativi con il film Lanterna Verde - Prima missione, viene utilizzato lo stesso design dei personaggi.
Come Batman - Il cavaliere di Gotham, il film è un'antologia, ma a differenza del Cavaliere di Gotham, I cavalieri di smeraldo usa un unico stile di animazione e una trama principale connessa con i vari racconti.
Due capitoli (Mogo Doesn't Socialize e Abin Sur) sono basati su delle storie a fumetti scritte da Alan Moore, che di solito non vuole che il suo nome venga incluso negli adattamenti delle sue storie.

## Trama
Il sole del pianeta natale del Corpo delle Lanterne Verdi, Oa, sta diventando un passaggio per una potentissima entità di antimateria chiamata Krona. In risposta, i Guardiani dell'Universo iniziano a evacuare Oa da tutti gli oggetti di valore, come la Batteria Centrale. Mentre sono in fila per caricare i loro anelli del potere prima che la batteria venga rimossa, la nuova recluta Arisia Rrab ammette di non avere fiducia nelle sue capacità. Sentendo questo, Hal Jordan le racconta la storia di Avra, la prima Lanterna Verde.

### Avra
Avra, l'umile scriba dei Guardiani, è stato scelto da uno dei primi quattro anelli del potere del Corpo nonostante non fosse un guerriero. Lui, G'Hu, Wachet e Blu hanno il compito di fermare i Dominatori, ma Blu viene ucciso in battaglia. Tuttavia, Avra usa la sua immaginazione per creare il primo costrutto dell'anello e guidare i suoi alleati nella distruzione della flotta Dominatori. Da allora, modellare i costrutti degli anelli del potere è diventata la procedura operativa standard. Dopo la sua morte, l'anello di Avra viene tramandato nel corso degli anni, finendo per entrare in possesso di Abin Sur e Jordan.

### Kilowog
Nel presente, Jordan e Arisia incontrano Kilowog, il sergente capo del Corpo delle Lanterne Verdi. Jordan le dice di non temere Kilowog e racconta la storia dell'allenatore di Kilowog.
Il sergente Deegan ha addestrato il novellino Kilowog, tra gli altri, rimuovendo i loro anelli del potere e mettendoli in situazioni mortali. Un Kilowog arrabbiato accusò Deegan di non dare valore alla vita dei suoi apprendisti prima che loro e le reclute fossero chiamati a difendere un pianeta vicino dai Khund . Deegan abbandonò Kilowog per guidare le altre reclute, ordinando loro di proteggere i rifugiati mentre lui combatteva gli invasori. Una volta raggiunto Kilowog, Deegan era stato ferito a morte. Prima di morire, quest'ultimo rivelò che stava facendo ciò che era meglio per i debuttanti e passò la sua autorità a Kilowog, che completò la missione.

### Laira
Jordan e Arisia arrivano a una pattuglia di confine al sole per attendere il ritorno di Krona, dove sentono una profezia di Laira, dopodiché Jordan condivide la storia di Laira.
Per la sua prima missione da solista, Laira è stata rimandata sul suo pianeta natale, Jayd, per affrontare i crimini di guerra commessi dal suo popolo. Dopo aver appreso che erano stati ordinati da suo padre, che fu portato alla rabbia e alla gelosia dopo che il suo anello scelse lei invece di lui. Alla fine lo sconfisse in combattimento, dopo di che lui ammise che era veramente diventata adulta prima di commettere un suicidio rituale per mantenere il suo onore. Morì tra le braccia di Laira in lacrime, sostenendo che era lei la vera protettrice di Jayd, non lui.

### Mogo
Di ritorno alla pattuglia di confine, tutte le Lanterne esistenti sono chiamate ad attendere il ritorno di Krona, con l'apparente eccezione di Mogo. Quando Arisia chiede chi è Mogo, Jordan spiega.
Il guerrafondaio Bolphunga cercò di combattere e uccidere i guerrieri più potenti dell'universo. Dopo che il suo ultimo avversario gli ha detto che non sconfiggerà mai Mogo, Bolphunga si è recato su un pianeta misterioso alla sua ricerca. Ha trascorso settimane a rintracciare una miriade di potenti tracce energetiche, ma la sua ricerca si è rivelata infruttuosa e ha piazzato degli esplosivi per stanare Mogo. Tuttavia, Bolphunga scoprì presto che Mogo è il pianeta stesso poiché quest'ultimo spense le bombe e lo catturò prima che potesse scappare.

### Abin Sur
Al sole di Oa, Hal e Arisia vengono attaccati dai demoni ombra di Krona e salvati da Sinestro, che parla della profezia secondo cui Oa sarà distrutto e racconta una storia di Abin.
Durante la cattura del terribile Atrocitus, Abin e Sinestro discussero delle profezie di Atrocitus, con Sinestro che insisteva sul fatto di non credere nel destino. Abin portò Atrocitus sul pianeta prigione Ysmault, dove Atrocitus parlò della morte imminente di Abin, del tradimento di Sinestro e della formazione di un Corpo delle Lanterne Gialle, conosciuto come il Sinestro Corps, basato sulla paura. Rifiutando di credere che il suo amico l'avrebbe fatto, Abin imprigionò Atrocitus.

### I Cavalieri di Smeraldo
Quando Krona emerge, il Corpo combatte i suoi demoni ombra, ma subisce pesanti perdite. Mentre si riorganizza, Arisia escogita un piano per uccidere Krona con una quantità uguale o maggiore di materia per contrastare la sua antimateria. Il Corpo ripiega su Oa e lo spinge verso il sole. I Demoni Ombra uccidono molti di loro finché Mogo non arriva per assistere i suoi compagni, uccidendo Krona e distruggendo Oa. In seguito, Mogo accetta di diventare la base temporanea del Corpo delle Lanterne Verdi finché non costruiranno una nuova Oa mentre Arisia riceve una voce nel Libro di Oa per il suo ingegno.

## Accoglienza
Il film ha ricevuto un'accoglienza per lo più mista o positiva. Joey Esposito di IGN ha elogiato le immagini, la recitazione vocale e le sequenze d'azione del film, ma ne ha criticato la trama sottile e la caratterizzazione. Esposito ha ritenuto che fosse difficile connettersi emotivamente con i personaggi e ha affermato che I cavalieri di smeraldo era meglio guardato dai fan affermati della serie di fumetti di Lanterna Verde. In una recensione per DVD Talk, Jamie Rich ha anche elogiato l'animazione e le sequenze d'azione, mentre faceva una panoramica della trama del film. Rich ha consigliato il film in particolare ai "veri fan di Lanterna". D'altra parte, Alan Kistler di Newsarama l'ha definita "una caratteristica solida che dovrebbe essere apprezzata da ogni fan di Lanterna Verde, così come da chiunque non sappia nulla del fumetto e voglia imparare". Joseph Szadkowski del Washington Times ha elogiato le decisioni progettuali prese durante la realizzazione del film e, in particolare, ha definito il combattimento tra Laira e suo padre una delle migliori sequenze animate di combattimento corpo a corpo che avesse mai visto. 
Lanterna Verde: I cavalieri di smeraldo ha guadagnato $ 3.468.925 dalle vendite nazionali di DVD home video e $ 2.228.971 dalle vendite nazionali di Blu-ray, portando i suoi guadagni totali nazionali di home video a $ 5.697.896.

## Supporti correlati
Nella serie animata Young Justice, nell'episodio Strana alleanza della sua seconda stagione, esattamente gli stessi disegni utilizzati nel film precedente Prima missione e I cavalieri di Smeraldo per le varie razze aliene che compaiono sono stati utilizzati anche nelle prime scene dell'episodio, che coinvolge una delle Lanterne Verdi della Terra, John Stewart.